# République centrafricaine aux Jeux olympiques d'été de 2020
La République centrafricaine participe aux Jeux olympiques d'été de 2020 à Tokyo. Il s'agit de leur 11e participation aux Jeux d'été.
Le Comité international olympique autorise à partir de ces Jeux à ce que les délégations présentent deux porte-drapeaux, une femme et un homme, pour la cérémonie d'ouverture. Les deux sportifs de la délégation, le sprinteur Francky Mbotto et la nageuse Chloé Sauvourel sont nommés porte-drapeaux de la délégation centrafricaine.

## Athlètes engagés
| Sport      | Hommes | Femmes | Total |
| ---------- | ------ | ------ | ----- |
| Athlétisme | 1      | 0      | 1     |
| Natation   | 0      | 1      | 1     |
| Total      | 1      | 1      | 2     |

## Résultats

### Athlétisme
Le comité national bénéficie d'une place attribuée au nom de l'universalité des Jeux. Francky Mbotto, pensionnaire du club de Saint-Brieuc, dispute le 100 mètres masculin. Il avait déjà concouru aux Jeux olympiques en 2016 sur la distance de 800m.
| Athlète        | Épreuve        | Séries           | Séries | Demi-finales | Demi-finales | Finale  | Finale  |
| Athlète        | Épreuve        | Temps            | Rang   | Temps        | Rang         | Temps   | Rang    |
| -------------- | -------------- | ---------------- | ------ | ------------ | ------------ | ------- | ------- |
| Francky Mbotto | 800 m masculin | 1 min 48 s 26 NR | 8e     | Éliminé      | Éliminé      | Éliminé | Éliminé |

### Natation
Le pays bénéficie d'une place attribuée au nom de l'universalité des Jeux. Chloé Sauvourel, nageuse du Cercle des nageurs du pays de Redon et porte-drapeau de la délégation en 2016, participe ainsi à ses deuxièmes Jeux.
| Athlète         | Épreuve         | Séries  | Séries | Demi-finales | Demi-finales | Finale   | Finale   |
| Athlète         | Épreuve         | Temps   | Rang   | Temps        | Rang         | Temps    | Rang     |
| --------------- | --------------- | ------- | ------ | ------------ | ------------ | -------- | -------- |
| Chloé Sauvourel | 50 m nage libre | 32 s 18 | 75e    | Éliminée     | Éliminée     | Éliminée | Éliminée |